# Fibricola cartera
Fibricola cartera är en plattmaskart. Fibricola cartera ingår i släktet Fibricola och familjen Diplostomatidae. Inga underarter finns listade i Catalogue of Life.